# هیروکو کوساهارا
هیروکو کوساهارا (انگلیسی: Hiroko Kosahara؛ زادهٔ ۱۲ اکتبر ۱۹۵۰) بازیکن هندبال اهل ژاپن بود.